# Sossio Aruta
Sossio Aruta (Castellammare di Stabia, 19 dicembre 1970) è un calciatore e personaggio televisivo italiano, attaccante della Virtus Praticello.
Soprannominato Re Leone, ha giocato per più di 30 anni, scendendo in campo con 30 squadre diverse e segnando più di 
380 gol tra professionisti e dilettanti. Nel 2005 ha partecipato al reality Campioni, il sogno, vestendo la maglia del Cervia sotto la guida del tecnico Ciccio Graziani. La parte più significativa della sua carriera è stata l'esperienza biennale con l’Ascoli in Serie C1, anche se ha disputato anche alcune partite in Serie B con il Pescara. Tra le altre squadre, ha giocato anche nel Benevento, nel Cosenza, nel Taranto e nel Frosinone, dov'è stato sanzionato con una squalifica di 8 mesi per rissa in campo al termine di un derby con il Latina.
Tale episodio lo ha di fatto escluso dal calcio professionistico; negli anni successivi ha militato solo tra i dilettanti. Nel 2006 ha tentato l'avventura nel campionato sammarinese, dove si è aggiudicato il titolo di capocannoniere, trascinando la propria squadra alla vittoria del campionato e della coppa nazionale. Nel 2010 è tornato a San Marino con il Tre Fiori e, all'età di 40 anni, ha esordito in Champions League nel turno preliminare contro il Rudar Pljevlja, squadra montenegrina.

## Biografia
Sposatosi con Rossella, ha avuto tre figli: Daniel, Ciro e Diego. L'11 ottobre 2019 è divenuto padre per la quarta volta di Bianca, avuta dalla relazione con Ursula Bennardo, conosciuta a Uomini e donne.

## Caratteristiche tecniche
Ha ricoperto spesso il ruolo di centravanti, anche se poteva essere schierato anche come tornante.Non eccelso tecnicamente, aveva nella grinta, nella determinazione e nell'innato fiuto per il gol le proprie caratteristiche migliori.

## Carriera

### Taranto
Tra il 1993 ed il 1996 gioca con la maglia del Taranto tra la Serie D e la C2: segna 46 gol in 90 partite, compresi gli spareggi, segnando anche una quaterna in un'unica partita. È l'ultimo giocatore a segnare quattro reti in un solo match con il Taranto dal 1994 fino all'aprile del 2016, quando ventidue anni dopo, è eguagliato da Giuseppe Siclari. Si trova al sesto posto nella classifica generale dei migliori marcatori della storia del club ionico.

### Ascoli
All'inizio della stagione 1997-1998 passa all'Ascoli, dov'è accolto positivamente. È l'uomo di punta e l'acquisto stagionale più dispendioso dell'Ascoli, ma nonostante la calda accoglienza, Aruta non ripaga adeguatamente la fiducia riposta da società e tifosi. Dopo una partenza a rilento, arrivano i primi dissidi con dirigenti e compagni di squadra, e lo stesso centravanti arriva a chiedere di essere venduto. L'Ascoli invece, non riuscendo a trovare valide alternative durante la finestra di mercato, tiene in organico Aruta, che sul finire del 1998 inizia a segnare quattro reti, compresa una doppietta al Foggia: saranno le sue uniche marcature stagionali. Nel dicembre 1998, Aruta ha un incidente d'auto, riuscendo a uscirne senza fratture o infortuni gravi.
All'inizio della stagione 1999-2000 con la maglia dell'Ascoli, il duo d'attacco Aruta-Eddy Baggio è descritto come uno dei migliori dell'intera Serie C.

### Benevento
Nell'agosto 2000 è acquistato dal Benevento.
Nel 2001 il Benevento lo cede in prestito alla Puteolana, dov'è considerato il giocatore di vertice della squadra, stipendiato a 20 milioni di lire al mese: Aruta, centravanti designato del club, delude le attese, anche a causa di un gomito fratturato, infortunio che il giocatore aveva rimediato ai tempi del Benevento e mai del tutto guarito. Quando riesce a tornare in campo, è fuori forma e ormai sembra abbia perso anche la grinta di un tempo, sua maggiore caratteristica. L'allenatore del club, Capuano, che l'aveva fortemente voluto a gennaio, decide di schierare Aruta sempre meno, fino a quando, durante un match di campionato col Sant'Anastasia, lo stesso tecnico Capuano dichiara ai media che se Aruta non ritrova la condizione fisica non gioca: la risposta del bomber stabiese è polemica sia con Capuano sia con Delli Santi, il suo allenatore al Benevento. In seguito a questo episodio, la squadra decide di andare in silenzio stampa: Aruta ha la sua ultima occasione per rimanere in squadra a Gela e la sfrutta, realizzando il suo unico gol stagionale, nell'aprile 2001, dopo aver passato due mesi senza andare in gol. A fine stagione torna al Benevento.

### Cervia e campionato sammarinese
Nel 2005 ha partecipato al reality Campioni, il sogno, giocando con la maglia del Cervia e realizzando 13 gol in 25 partite del campionato di Serie D sotto la guida di Ciccio Graziani. 
Successivamente ha militato nel Comacchio Lidi in cui, durante la stagione 2006-2007, segna 30 gol in 24 presenze senza contribuire alla vittoria finale.
Dal 2009 milita nel Tre Fiori, nel campionato sammarinese di calcio. Con questa squadra, nella stagione 2009-2010, ha segnato 21 reti, di cui 14 in campionato (divenendo capocannoniere) e 7 in Coppa Titano, vincendo entrambe le competizioni. A fine stagione la sua squadra si è qualificata per il primo turno preliminare della Champions League 2010-2011. Ha pertanto fatto l'esordio in campo internazionale nella gara di andata persa per 3-0 contro i montenegrini del Rudar Pljevlja il 30 giugno 2010, giocando titolare.

### Il ritorno nei dilettanti
Nell'estate del 2011 si accorda con gli emiliani della Rubierese, giocando in Promozione, l'unica categoria del calcio italiano (assieme alla Serie A) in cui ancora non aveva mai militato.
Nella stagione 2012-2013 torna al Cervia, giocando sia con la formazione italiana sia con quella sammarinese de La Fiorita.
Nel 2013 si trasferisce al Real Miramare, ma a causa di alcuni dissapori con l'allenatore, nel dicembre 2013 chiede di essere svincolato e a gennaio 2014 firma per l'Hatria Calcio, ad Atri, squadra militante nel campionato di Promozione abruzzese (girone A).
Il 6 novembre 2014 firma con la Scafatese 1922, formazione militante nel campionato di Eccellenza campana (girone B), guidata in panchina da Luigi Incitti.
Nel settembre 2015 si trasferisce al Pimonte, andando a giocare nella Promozione campana, dov'è l'acquisto più importante dell'intera categoria: il 4 ottobre 2015 realizza il primo gol con la nuova maglia, su rigore, contro il Neapolis (4-0). Una settimana dopo, realizza una doppietta nel 3-0 esterno inflitto alla Puteolana, sua ex squadra. Il 24 gennaio 2016, Aruta sigla un'altra doppietta, contro la Nuova Ischia (5-0). Il 7 febbraio realizza un'altra marcatura, decidendo anche la sfida di ritorno contro la Puteolana (1-0): questo è il suo gol numero 350 in carriera. Il 6 marzo seguente realizza la sua prima tripletta stagionale, realizzando tutte le reti del Pimonte nel successo interno ottenuto contro Santa Maria La Carità (3-2). Conclude la sua esperienza al Pimonte segnando 19 gol e portando la squadra al quarto posto in classifica.
Il 23 agosto 2016 si accorda con il Casale 1964, club di Seconda Categoria Campana. Il 30 ottobre seguente, alla seconda giornata di campionato, firma il suo primo gol con la nuova maglia.
Il 3 dicembre 2017 firma per l'ASD Torrese, squadra di Torre del Greco militante in Prima Categoria.
Per la stagione 2018-2019 torna al Tre Fiori, con cui il 28 giugno 2018 esordisce in Europa League, subentrando dalla panchina nella vittoria casalinga per 3-0 contro i gallesi del Bala Town (si tratta inoltre della prima vittoria di sempre del club sammarinese nelle coppe europee e della seconda vittoria di sempre nelle coppe europee di un club sammarinese, la prima in Europa League, e del primo club sammarinese a riuscire nell'impresa di superare un turno di una competizione europea).
Il 13 dicembre 2018, all'età di 48 anni, Aruta firma per il Grottaglie.
Il 2 agosto 2019 firma per il Cittadella Potenza, squadra lucana di Prima Categoria da cui si svincola alla fine di novembre.
L'11 gennaio 2020 firma per il Mesagne, squadra della Prima Categoria pugliese.
Il 5 settembre 2020 viene ingaggiato dal Madrigal Casalnuovo, formazione militante in Promozione Campania.
Il 4 novembre 2022 viene tesserato dal Qualiano, squadra del campionato di Prima Categoria campana, segnando un gol all'esordio il 16 novembre seguente.

## Televisione
- Campioni, il sogno (Italia 1, 2005) - concorrente
- Uomini e donne (Canale 5, 2015-2019) - cavaliere
- Amici di Maria De Filippi (Canale 5, 2017) - ospite
- Temptation Island VIP (prima edizione) (Canale 5, 2018) - concorrente
- Ciao Darwin 8 (Canale 5, 2019) - caposquadra, 7ª puntata
- Grande Fratello VIP (quarta edizione) (Canale 5, 2020) - concorrente, 3º classificato

## Statistiche
Nel corso della propria carriera, Aruta ha segnato più di 350 gol, giocando più di 700 partite tra dilettanti e professionisti. Ha inoltre giocato in tutte le categorie del calcio italiano esclusa la Serie A.
Ha segnato 383 reti in 778 partite, con una media di 0,51 gol a partita

### Presenze e reti nei club
Statistiche aggiornate al 6 dicembre 2022.
| Stagione          | Squadra            | Campionato       | Campionato | Campionato | Coppe nazionali | Coppe nazionali | Coppe nazionali | Coppe continentali | Coppe continentali | Coppe continentali | Altre coppe | Altre coppe | Altre coppe | Totale | Totale |
| Stagione          | Squadra            | Comp             | Pres       | Reti       | Comp            | Pres            | Reti            | Comp               | Pres               | Reti               | Comp        | Pres        | Reti        | Pres   | Reti   |
| ----------------- | ------------------ | ---------------- | ---------- | ---------- | --------------- | --------------- | --------------- | ------------------ | ------------------ | ------------------ | ----------- | ----------- | ----------- | ------ | ------ |
| 1988-1989         | Sant'Antonio Abate | Int.             | 20         | 2          | CI-Dil          | 0               | 0               | -                  | -                  | -                  | -           | -           | -           | 20     | 2      |
| 1989-1990         | Savoia             | Int.             | 30         | 16         | CI-Dil          | 0               | 0               | -                  | -                  | -                  | -           | -           | -           | 30     | 16     |
| 1990-1991         | Francavilla        | C2               | 26         | 3          | CI-C            | 0               | 0               | -                  | -                  | -                  | -           | -           | -           | 26     | 3      |
| 1991-1992         | Francavilla        | C2               | 22         | 2          | CI-C            | 0               | 0               | -                  | -                  | -                  | -           | -           | -           | 22     | 2      |
| 1992-1993         | Francavilla        | C2               | 29         | 8          | CI-C            | 0               | 0               | -                  | -                  | -                  | -           | -           | -           | 29     | 8      |
| 1993-1994         | Taranto            | CND              | 27         | 11         | CI-Dil          | 0               | 0               | -                  | -                  | -                  | -           | -           | -           | 27     | 11     |
| 1994-1995         | Taranto            | CND              | 31         | 26         | CI-Dil          | 6               | 1               | -                  | -                  | -                  | -           | -           | -           | 37     | 27     |
| 1995-1996         | Taranto            | C2               | 32         | 9          | CI-C            | 4               | 0               | -                  | -                  | -                  | -           | -           | -           | 36     | 9      |
| Totale Taranto    | Totale Taranto     | Totale Taranto   | 90         | 46         |                 | 10              | 1               |                    | -                  | -                  |             | -           | -           | 100    | 47     |
| 1996-1997         | Benevento          | C2               | 31         | 10         | CI-C            | 0               | 0               | -                  | -                  | -                  | -           | -           | -           | 31     | 10     |
| 1997-mar. 1998    | Pescara            | B                | 19         | 3          | CI              | 4               | 0               | -                  | -                  | -                  | -           | -           | -           | 23     | 3      |
| mar.-giu. 1998    | Fermana            | C1               | 7          | 4          | CI-C            | -               | -               | -                  | -                  | -                  | -           | -           | -           | 7      | 4      |
| 1998-1999         | Ascoli             | C1               | 29         | 2          | CI-C            | 2               | 2               | -                  | -                  | -                  | -           | -           | -           | 31     | 4      |
| 1999-gen. 2000    | Ascoli             | C1               | 17         | 4          | CI-C            | 1               | 0               | -                  | -                  | -                  | -           | -           | -           | 17     | 4      |
| Totale Ascoli     | Totale Ascoli      | Totale Ascoli    | 46         | 6          |                 | 3               | 2               |                    | -                  | -                  |             | -           | -           | 49     | 8      |
| gen.-giu. 2000    | Foggia             | C2               | 4          | 1          | CI-C            | -               | -               | -                  | -                  | -                  | -           | -           | -           | 4      | 1      |
| 2000-gen. 2001    | Benevento          | C1               | 14         | 7          | CI-C            | 0               | 0               | -                  | -                  | -                  | -           | -           | -           | 14     | 7      |
| gen.-giu. 2001    | Puteolana          | C2               | 10         | 1          | CI-C            | 0               | 0               | -                  | -                  | -                  | -           | -           | -           | 10     | 1      |
| 2001-2002         | Benevento          | C1               | 25         | 7          | CI-C            | 0               | 0               | -                  | -                  | -                  | -           | -           | -           | 25     | 7      |
| Totale Benevento  | Totale Benevento   | Totale Benevento | 70         | 24         |                 | 0               | 0               |                    | -                  | -                  |             | -           | -           | 70     | 24     |
| 2002-2003         | Frosinone          | C2               | 30         | 15         | CI-C            | 0               | 0               | -                  | -                  | -                  | -           | -           | -           | 30     | 15     |
| 2003-2004         | Savoia             | D                | 20         | 11         | CI-D            | 0               | 0               | -                  | -                  | -                  | -           | -           | -           | 20     | 11     |
| 2004-2005         | Cosenza            | D                | 18         | 3          | CI-D            | 1               | 1               | -                  | -                  | -                  | -           | -           | -           | 19     | 4      |
| 2005-2006         | Cervia             | D                | 26         | 14         | CI-D            | 6               | 4               | -                  | -                  | -                  | -           | -           | -           | 32     | 18     |
| 2006-2007         | Comacchio          | Ecc.             | 24         | 30         | CI-Dil          | 2               | 2               | -                  | -                  | -                  | -           | -           | -           | 26     | 32     |
| 2007-2008         | Copparese          | Ecc.             | 29         | 25         | CI-Dil          | 4               | 5               | -                  | -                  | -                  | -           | -           | -           | 33     | 30     |
| nov. 2008-2009    | Monselice          | Ecc.             | 19         | 9          | CI-Dil          | -               | -               | -                  | -                  | -                  | -           | -           | -           | 19     | 9      |
| 2009-gen. 2010    | Verucchio          | Ecc.             | 15         | 3          | CI-Dil          | 0               | 0               | -                  | -                  | -                  | -           | -           | -           | 15     | 3      |
| gen.-giu. 2010    | Tre Fiori          | CD               | 13         | 14         | CT              | 6               | 7               | UCL                | -                  | -                  | SS          | -           | -           | 19     | 21     |
| 2010-2011         | Tre Fiori          | CD               | 15         | 10         | CT              | 5               | 2               | UCL                | 1                  | 0                  | SS          | 0           | 0           | 21     | 12     |
| Totale Tre Fiori  | Totale Tre Fiori   | Totale Tre Fiori | 28         | 24         |                 | 11              | 9               |                    | 1                  | 0                  |             | 0           | 0           | 40     | 33     |
| 2011-2012         | Rubierese          | Prom.            | 32         | 19         | CI-Dil          | 0               | 0               | -                  | -                  | -                  | -           | -           | -           | 32     | 19     |
| 2012-gen. 2013    | Cervia             | Prom.            | 19         | 18         | CI-Dil          | 0               | 0               | -                  | -                  | -                  | -           | -           | -           | 19     | 18     |
| Totale Cervia     | Totale Cervia      | Totale Cervia    | 45         | 33         |                 | 6               | 4               |                    | -                  | -                  |             | -           | -           | 51     | 37     |
| gen.-giu. 2013    | La Fiorita         | CD               | 8          | 5          | CT              | 5               | 5               | UEL                | 1                  | 0                  | SS          | -           | -           | 14     | 10     |
| sett.-ott.2013    | Real Miramare      | Prom.            | 3          | 2          | CI-Dil          | 2               | 1               | -                  | -                  | -                  | -           | -           | -           | 5      | 3      |
| gen.-giu.2014     | Hatria             | Prom.            | 11         | 11         | CI-Dil          | -               | -               | -                  | -                  | -                  | -           | -           | -           | 11     | 11     |
| 2014-2015         | Scafatese          | Ecc.             | 19         | 10         | CI-Dil          | 4               | 5               | -                  | -                  | -                  | -           | -           | -           | 23     | 15     |
| 2015-2016         | Pimonte            | Prom.            | 16         | 19         | CI-Dil          | 2               | 0               | -                  | -                  | -                  | -           | -           | -           | 18     | 19     |
| dic.2016-feb.2017 | Casale 1964        | 2ª Cat.          | 5          | 7          | -               | -               | -               | -                  | -                  | -                  | -           | -           | -           | 5      | 7      |
| 2017-gen.2018     | ASD Torrese        | 1ª Cat.          | 5          | 6          | -               | -               | -               | -                  | -                  | -                  | -           | -           | -           | 5      | 6      |
| gen.-mar.2018     | Tre Fiori          | CD               | 2          | 10         | CT              | 0               | 0               | UEL                | 1                  | 0                  | -           | -           | -           | 3      | 10     |
| 2018-gen.2019     | Grottaglie         | 1ª Cat.          | 2          | 0          | -               | -               | -               | -                  | -                  | -                  | -           | -           | -           | 2      | 0      |
| gen.-giu.2019     | Cittadella Potenza | 1ª Cat.          | 3          | 1          | -               | -               | -               | -                  | -                  | -                  | -           | -           | -           | 3      | 1      |
| set.-nov.2020     | Mesagne            | 1ª Cat.          | 7          | 0          | -               | -               | -               | -                  | -                  | -                  | -           | -           | -           | 7      | 0      |
| nov.2020-2021     | Madrigal           | 1ª Cat.          | 15         | 3          | -               | -               | -               | -                  | -                  | -                  | -           | -           | -           | 15     | 3      |
| 2021-2022         | Madrigal           | 1ª Cat.          | 30         | 7          | -               | -               | -               | -                  | -                  | -                  | -           | -           | -           | 30     | 7      |
| 2022-2023         | Qualiano           | 1ª Cat.          | 7          | 3          | -               | -               | -               | -                  | -                  | -                  | -           | -           | -           | 7      | 3      |
| 2023-2024         | Qualiano           | 1ª Cat.          | 8          | 0          | -               | -               | -               | -                  | -                  | -                  | -           | -           | -           | 8      | 0      |
| Totale carriera   | Totale carriera    | Totale carriera  | 731        | 351        |                 | 44              | 32              |                    | 3                  | 0                  |             | 0           | 0           | 778    | 383    |

## Palmarès

### Club
- Campionato Interregionale: 1

Savoia: 1989-1990
- Campionato Nazionale Dilettanti: 1

Taranto: 1994-1995
- Scudetto Dilettanti: 1

Taranto: 1994-1995
- Campionato sammarinese: 1

Tre Fiori: 2009-2010
- Coppa Titano: 2

Tre Fiori: 2009-2010
La Fiorita: 2012-2013

### Individuale
- Capocannoniere di Eccellenza: 2

2006-2007 (Girone B, 30 gol)
2007-2008 (Girone B, 25 gol)
- Capocannoniere del campionato sammarinese: 1

2009-2010 (14 gol)